# 顏元 (畫家)
顏元（1860年—1934年），字純生，晚號半聾居士，江蘇蘇州人，中國畫家。

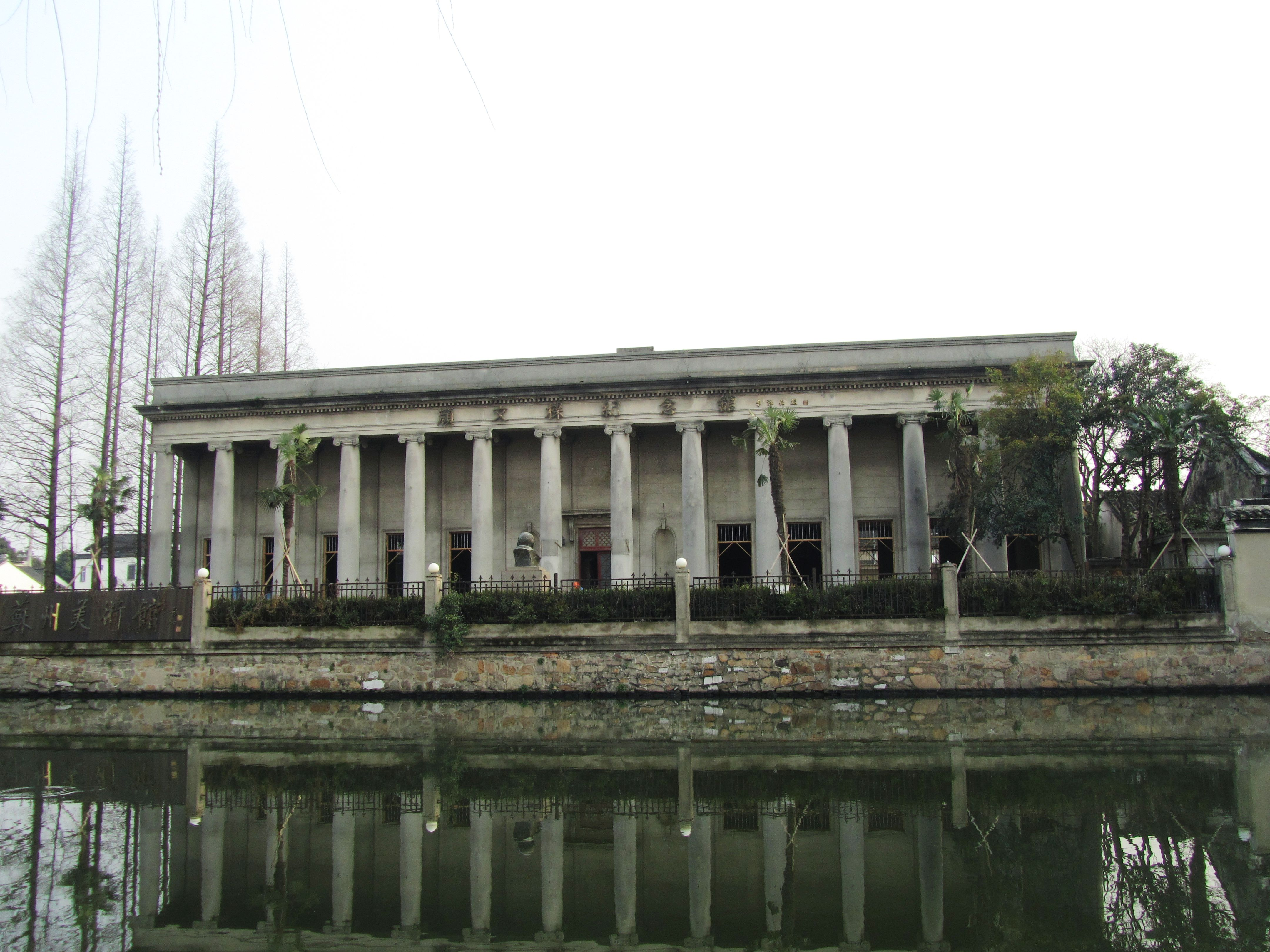
蘇州美術專科學校舊址，現為顏文樑紀念館

## 生平
幼年時父母雙亡，由外祖母撫育，十餘歲至上海習商。性嗜繪畫，師事任伯年，畫人物佛像。因左耳失聰，遂以半聾自號。
有子顏文樑。顏文樑與朱士傑、胡粹中創辦蘇州美術專科學校（後合併並改名為南京藝術學院）並在1927年建立蘇州美術館。